# حسگر آتش

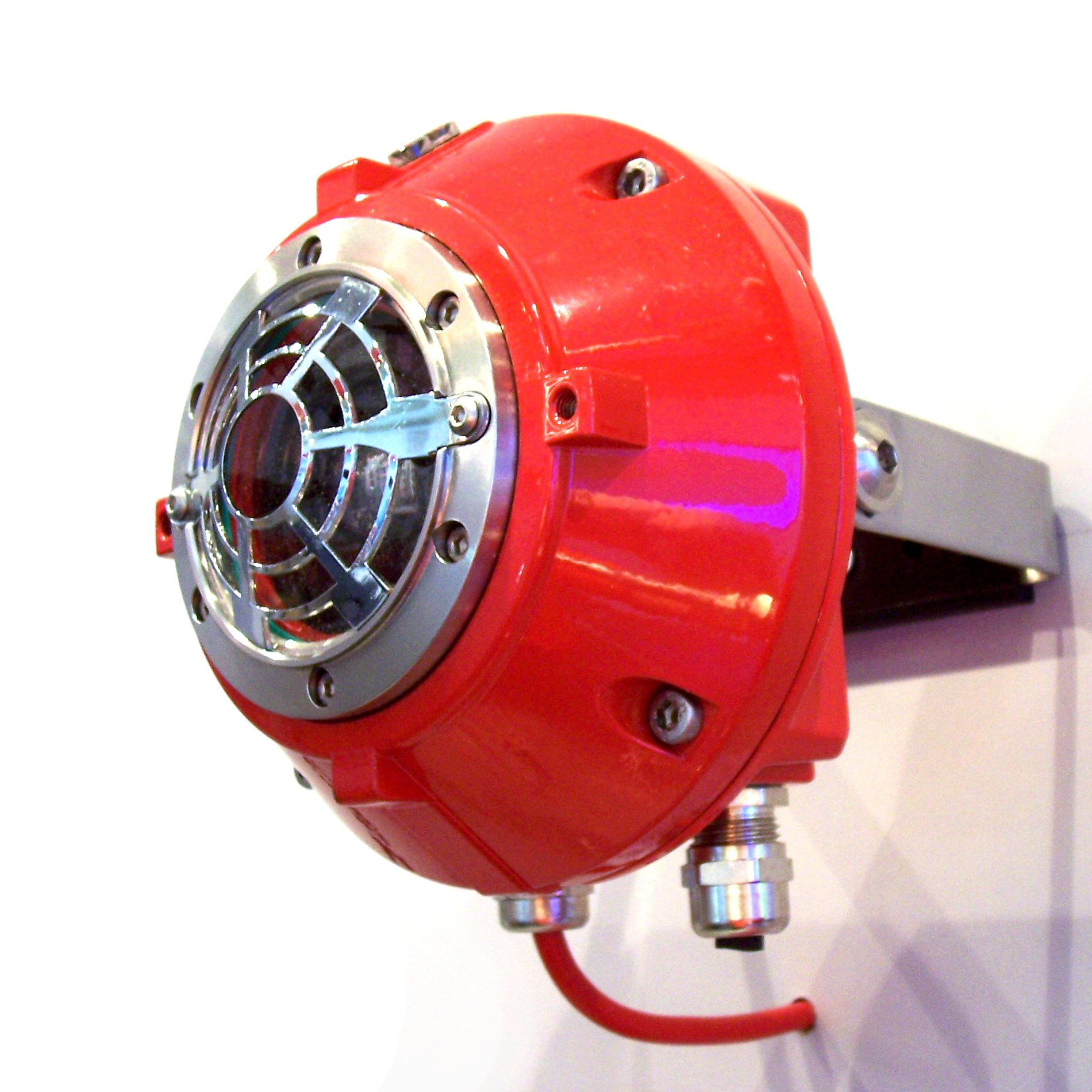
UV-flame-detector-Flammenmelder-Minimax

حسگر آتش یا یابندهٔ شعله یک حسگر است که به گونه‌ای طراحی شده که در برابر حضور شعله یا آتش پاسخ می‌دهد. پاسخ حسگر به تنظیمات دستگاه بستگی دارد اما می‌تواند یک صدای هشداردهنده باشد یا غیرفعال کردن عامل آتش، مانند خط سوخت (مانند خط گاز طبیعی یا پروپان) یا فعال کردن سامانهٔ خاموش کنندهٔ آتش.. استفاده از این حسگرها در سامانه‌های صنعتی برای اطمینان از این است که بخش سوختی به درستی کار می‌کند؛ در این گونه سامانه‌ها، نقش حسگرها تنها هشدار به مجریان سامانه یا بخش کنترل سیستم و آگاه‌سازی افراد است. حسگرهای آتش یا شعله دقیق تر و سریع تر از حسگرهای حرارت یا دود کار می‌کنند.